# Krakulice
Krakulice (kaszb. Krôkùlëcé) – osada w Polsce położona w województwie pomorskim, w powiecie lęborskim, w gminie Wicko.
W latach 1975–1998 miejscowość położona była w województwie słupskim. Wieś jest częścią składową sołectwa Charbrowo.